# Simbach (bei Landau)

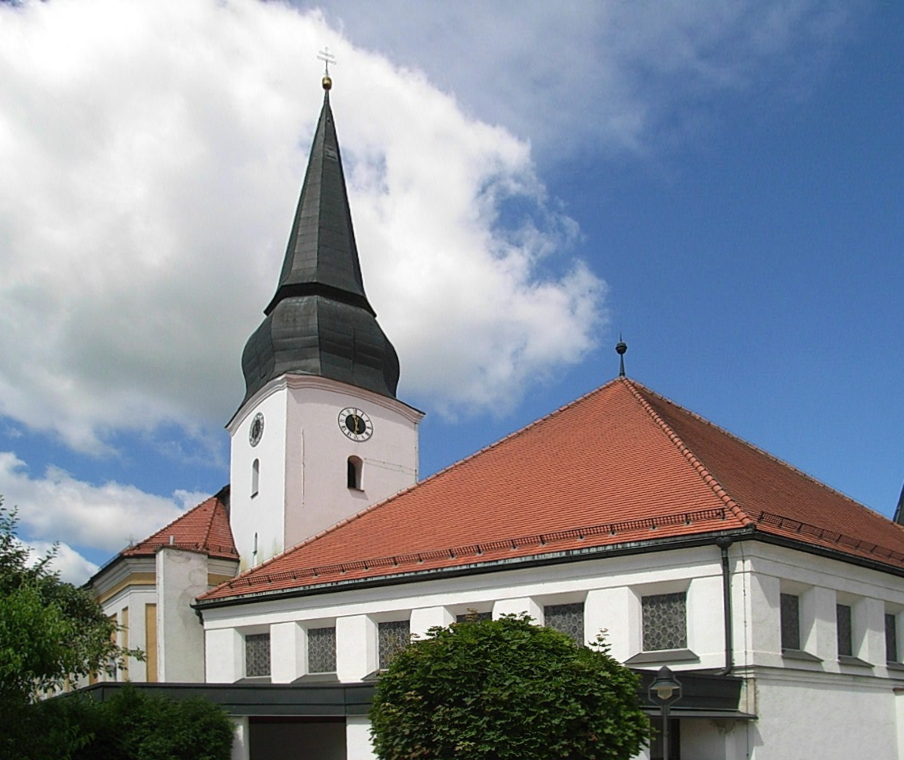
Neue und alte Pfarrkirche St. Bartholomäus

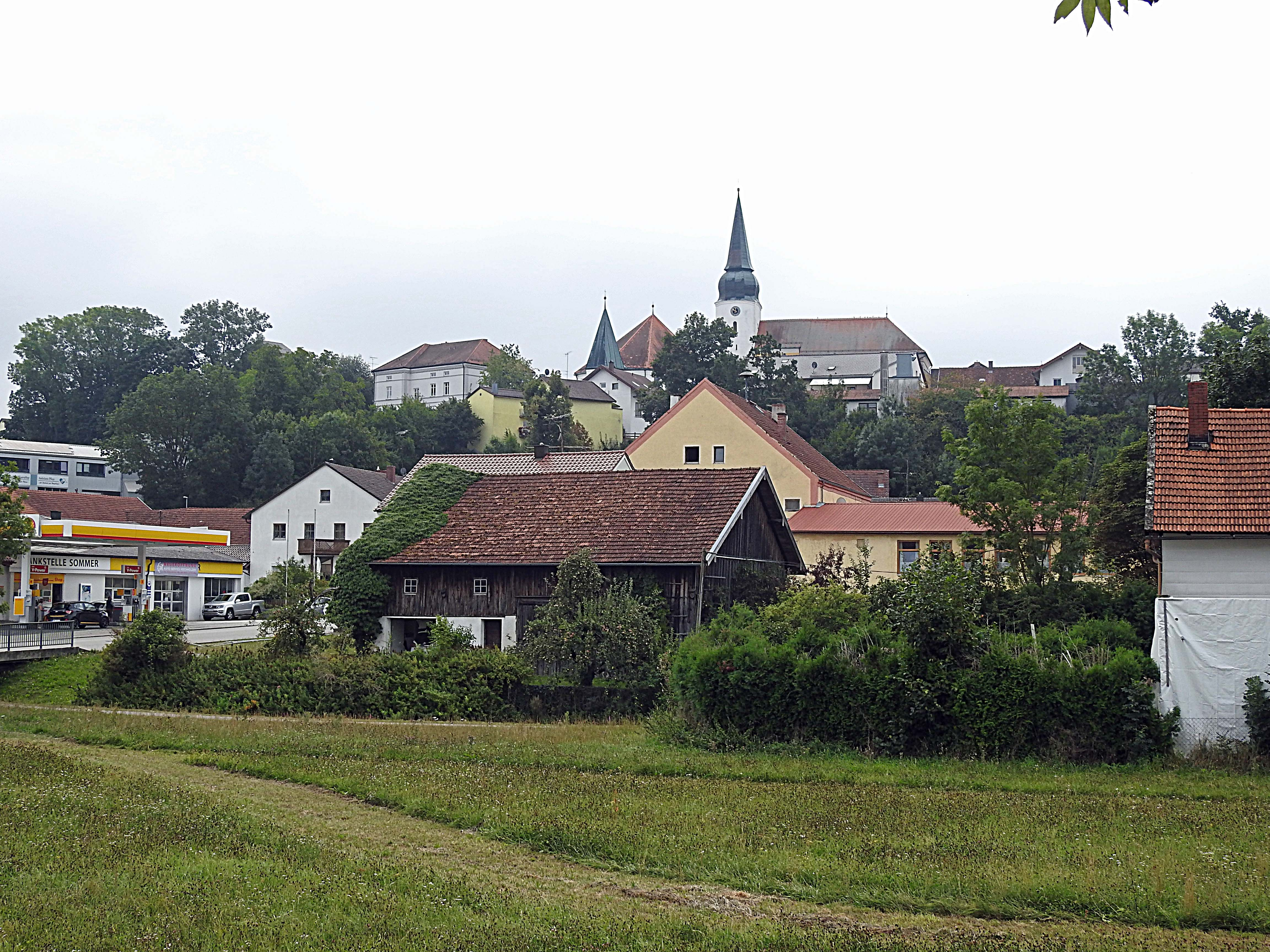
Simbach – Ortsmitte von Norden

Simbach ist ein Markt im niederbayerischen Landkreis Dingolfing-Landau.

## Geographie

### Nachbargemeinden
Die Nachbargemeinden (im Uhrzeigersinn) sind: Landau an der Isar, Eichendorf, Arnstorf, Malgersdorf, Falkenberg und Reisbach
|                | Landau an der Isar 17 km                    | Eichendorf 15 km |
| Reisbach 11 km | Kompassrose, die auf Nachbargemeinden zeigt | Arnstorf 8 km    |
|                | Falkenberg 14 km                            | Malgersdorf 5 km |

### Gemeindegliederung
Simbach hat 143 Gemeindeteile:
- Aigen
- Amberg
- Asang
- Bach
- Bachlberg
- Berg
- Bergstorf
- Berngraben
- Biberg
- Bichl
- Bindermann
- Binderöd
- Blösham
- Böckel
- Bocköd
- Breitenhub
- Büchel
- Buchöd
- Eben
- Eckelsberg
- Edenreich
- Engerthal
- Etzschneid
- Falterhaid
- Fischhaus
- Fleischöd
- Fränkendorf
- Fuchsberg
- Gänsberg
- Gartner
- Gmeinbauer
- Göppel
- Griesen
- Grillenberg
- Großwalln
- Grüben
- Grünöd
- Guggenberg
- Gütlberg
- Haag
- Haag bei Ruhstorf
- Hainbuch
- Hanslhub
- Hasenöd
- Hasenpoint
- Haslach
- Haunersdorf
- Hinteramberg
- Hintereich
- Hochholzen
- Höfen
- Hofstetten
- Höherskirchen
- Höllerthal
- Hollmannsöd
- Holzhausen
- Holzmann
- Johannszell
- Kainzhub
- Kaisersberg
- Kerschbaum
- Kerschberg
- Kerschl
- Kleinwalln
- Kopoltsöd
- Kruckenhub
- Küchl
- Kugl
- Langgraben
- Lehen
- Lindach
- Mangolsöd
- Marienthal
- Matzöd
- Mehnberg
- Mitterschabing
- Mooshaus
- Narnham
- Nattersdorf
- Neuhäuseln
- Niedereck
- Niederlehen
- Nußbaum
- Obereck
- Oberengbach
- Oberfeichten
- Oberhaarland
- Oberhaid
- Oberkager
- Oberlucken
- Oberschabing
- Öd
- Pirka
- Pischelsdorf
- Pramet
- Rabenberg
- Rahstorf
- Rehmbach
- Reichenöd
- Ruhstorf
- Salehen
- Sand
- Sandberg
- Sankt Antoni
- Schaitl
- Scharloh
- Scheuwimm
- Schillingsfürst
- Schlapping
- Schmalzthal
- Schnarrn
- Schneewinkel
- Schoberöd
- Schöllach
- Schwarzenberg
- Simbach
- Solleck
- Spirkenthal
- Stadl
- Starzenberg
- Steresöd
- Stifting
- Straß
- Straßhaus
- Straßweb
- Taubenberg
- Thal
- Thannhackl
- Unterfeichten
- Unterhaarland
- Unterhaid
- Unterkollbach
- Unterkuglöd
- Untermadl
- Unterschabing
- Vöglsberg
- Vordereich
- Wannersberg
- Weißenöd
- Widhalm
- Wildeneck
- Wintersberg
- Zollöd

## Geschichte

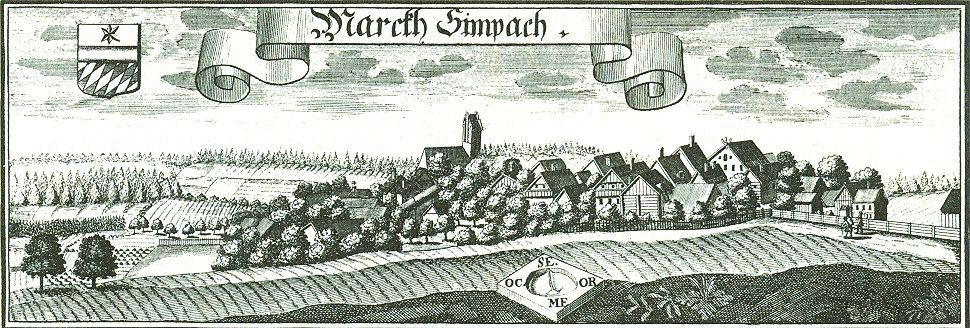
Markt Simbach, nach einer Radierung von Michael Wening von 1721

### Bis zur Gemeindegründung
Um 806 erfolgte die erste urkundliche Erwähnung des Orts. Im 13. Jahrhundert kam es wahrscheinlich zur Markterhebung. Simbach gehörte zum Rentamt Landshut und zum Landgericht Landau des Kurfürstentums Bayern. Simbach besaß ein Marktgericht mit weitgehenden magistratischen Eigenrechten. Im Zuge der Verwaltungsreformen in Bayern entstand mit dem Gemeindeedikt von 1818 die heutige Gemeinde. Simbach besaß einen Bahnhof an der ehemaligen Bahnstrecke Landau–Arnstorf.

### Eingemeindungen
Im Zuge der Gebietsreform in Bayern wurde am 1. Januar 1972 die Gemeinde Ruhstorf eingegliedert, und am 1. Juli 1972 Haunersdorf. Am 1. Januar und am 1. April 1973 sowie am 1. Januar 1981 kamen Teile des Marktes Reisbach hinzu.

### Amtsgerichts- und Landkreiszugehörigkeit
Simbach gehörte nach der Auflösung des Landgerichts Arnstorf zum Landgericht Eggenfelden, später Bezirksamt Eggenfelden und bis zum 1. Juli 1972 zum Landkreis Eggenfelden. Es wurde dann im Zuge der Gebietsreform in Bayern in den Landkreis Dingolfing-Landau eingegliedert.

### Einwohnerentwicklung
Im Zeitraum 1988 bis 2018 wuchs der Markt von 3410 auf 3987 um 577 Einwohner bzw. um 16,9 %.
- 1961: 3346 Einwohner
- 1970: 3357 Einwohner
- 1987: 3392 Einwohner
- 1991: 3499 Einwohner
- 1995: 3634 Einwohner
- 2000: 3740 Einwohner
- 2005: 3723 Einwohner
- 2010: 3583 Einwohner
- 2015: 3774 Einwohner

## Politik

### Bürgermeister
Erster Bürgermeister ist seit dem 1. Mai 2008 Herbert Sporrer (CSU). Er wurde am 15. März 2020 mit 95,5 % der Stimmen für weitere sechs Jahre im Amt bestätigt.

### Gemeinderat
In der Amtszeit von Mai 2020 bis April 2026 setzt sich der Marktgemeinderat nach dem Ergebnis der Wahl vom 15. März 2020 wie folgt zusammen:
- CSU/Junge Bürger: 4 Sitze (23,78 %)
- Freie Wählergemeinschaft Langgraben: 3 Sitze (19,36 %)
- SPD/Freie Bürgerliste: 3 Sitze (18,93 %).
- Christliche Wählergemeinschaft Ruhstorf: 3 Sitze (17,13 %)
- Allgemeine Wählergemeinschaft Haunersdorf: 2 Sitze (13,47 %)
- Freie Wählervereinigung Pischelsdorf: 1 Sitz (7,33 %)

Die Wahlbeteiligung betrug 60,6 %.

### Wappen
| Wappen von Simbach | Blasonierung: „Geteilt; oben über blauem Querbach in Schwarz ein sechsstrahliger goldener Stern, unten die bayerischen Rauten.“ |
| Wappen von Simbach | Wappenbegründung: Das Wappen zeigt oben einen gelben Stern auf schwarzem Grund, das möglicherweise das alte Ortszeichen von Simbach ist, darunter eine Darstellung der sieben Bäche (Simbach, Schmalzthaler Bach, Narnhamer Bach, Kerschlbach, Braunerbach, Griesmeier Bach, Schnarner Bach), sowie wiederum darunter die weiß-blauen bayerischen Rauten. |

## Religion
- Katholische Pfarrkirche St. Bartholomäus (1736 barocke Erweiterung)
- Neue Pfarrkirche St. Bartholomäus (Bau 1970 bis 1975)
- Evangelische Kreuzkirche (Bau 1960)

## Bau- und Bodendenkmäler

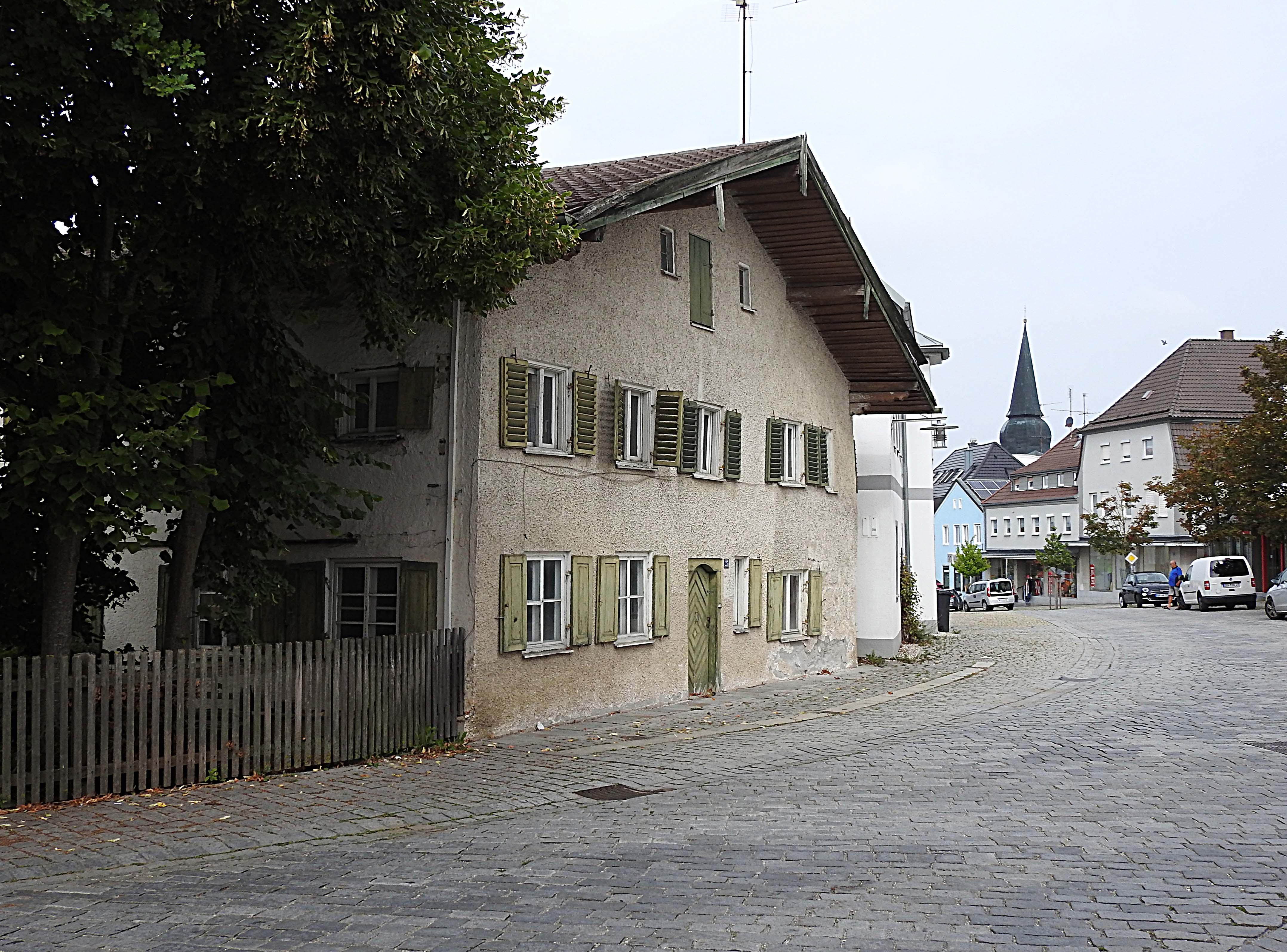
Simbach – Am Marktplatz

## Wirtschaft und Infrastruktur

### Wirtschaft einschließlich Land- und Forstwirtschaft
Es gab 1998 nach der amtlichen Statistik im Bereich der Land- und Forstwirtschaft 20, im produzierenden Gewerbe 297 und im Bereich Handel und Verkehr 81 sozialversicherungspflichtig Beschäftigte am Arbeitsort. In sonstigen Wirtschaftsbereichen waren am Arbeitsort 153 Personen sozialversicherungspflichtig beschäftigt. Sozialversicherungspflichtig Beschäftigte am Wohnort gab es insgesamt 1272. Im verarbeitenden Gewerbe gab es keine, im Bauhauptgewerbe neun Betriebe. Zudem bestanden im Jahr 1999 166 landwirtschaftliche Betriebe mit einer landwirtschaftlich genutzten Fläche von 3457 ha, davon waren 2922 ha Ackerfläche und 534 ha Dauergrünfläche.

### Bildung
Im Jahr 2013 gab es folgende Einrichtungen:
- Kindergarten und Kinderkrippe mit ca. 120 Kindern
- Grundschule: sechs Klassen mit ca. 120 Schülern

## Persönlichkeiten
- Walter Heidl (* 1959), Präsident des Bayerischen Bauernverbandes (BBV)
- Matthäus Mittermeier (1864–1939), Geheimrat, MdR (BB)
- Max Straubinger (* 1954), Politiker (CSU), lebt in Simbach